# I liga argentyńska w piłce nożnej (1897)
Mistrzem Argentyny w roku 1897 został klub Lomas Athletic Buenos Aires, a wicemistrzem Argentyny klub Lanús Athletic Buenos Aires.
Prawo gry w lidze utraciły drużyny Belgrano AC B (drugi zespół klubu Belgrano AC) i Flores Athletic Buenos Aires. Na ich miejsce awansowały kluby Lobos i United Banks Buenos Aires.

## Primera División

### Lista meczów
| Mecze                                                                                                |
| --- |
| CA Banfield – Belgrano AC 0:6                                                                        |
| CA Banfield – Belgrano AC B 1:3                                                                      |
| CA Banfield – Flores Athletic Buenos Aires 1:10                                                      |
| CA Banfield – Lanús Athletic Buenos Aires 1:8                                                        |
| CA Banfield – Lomas Athletic Buenos Aires 1:5                                                        |
| CA Banfield – Palermo Athletic Buenos Aires 1:2                                                      |
| Belgrano AC – CA Banfield 3:1                                                                        |
| Belgrano AC – Belgrano AC B 3:2                                                                      |
| Belgrano AC – Flores Athletic Buenos Aires 5:1                                                       |
| Belgrano AC – Lanús Athletic Buenos Aires zwycięstwo Belgrano AC                                     |
| Belgrano AC – Lomas Athletic Buenos Aires 1:1                                                        |
| Belgrano AC – Palermo Athletic Buenos Aires 14:0                                                     |
| Belgrano AC B – CA Banfield 1:1                                                                      |
| Belgrano AC B – Belgrano AC zwycięstwo Belgrano AC                                                   |
| Belgrano AC B – Flores Athletic Buenos Aires zwycięstwo Flores Athletic Buenos Aires                 |
| Belgrano AC B – Lanús Athletic Buenos Aires 0:5                                                      |
| Belgrano AC B – Lomas Athletic Buenos Aires 1:9                                                      |
| Belgrano AC B – Palermo Athletic Buenos Aires zwycięstwo Palermo Athletic Buenos Aires               |
| Flores Athletic Buenos Aires – CA Banfield 2:0                                                       |
| Flores Athletic Buenos Aires – Belgrano AC zwycięstwo Belgrano AC                                    |
| Flores Athletic Buenos Aires – Belgrano AC B 3:0                                                     |
| Flores Athletic Buenos Aires – Lanús Athletic Buenos Aires 0:4                                       |
| Flores Athletic Buenos Aires – Lomas Athletic Buenos Aires 1:3                                       |
| Flores Athletic Buenos Aires – Palermo Athletic Buenos Aires 11:0                                    |
| Lanús Athletic Buenos Aires – CA Banfield 6:0                                                        |
| Lanús Athletic Buenos Aires – Belgrano AC 1:0                                                        |
| Lanús Athletic Buenos Aires – Belgrano AC B 8:0                                                      |
| Lanús Athletic Buenos Aires – Flores Athletic Buenos Aires 2:1                                       |
| Lanús Athletic Buenos Aires – Lomas Athletic Buenos Aires 1:3                                        |
| Lanús Athletic Buenos Aires – Palermo Athletic Buenos Aires 2:0                                      |
| Lomas Athletic Buenos Aires – CA Banfield 5:0                                                        |
| Lomas Athletic Buenos Aires – Belgrano AC 3:1                                                        |
| Lomas Athletic Buenos Aires – Belgrano AC B 10:0                                                     |
| Lomas Athletic Buenos Aires – Flores Athletic Buenos Aires 2:2                                       |
| Lomas Athletic Buenos Aires – Lanús Athletic Buenos Aires 0:1                                        |
| Lomas Athletic Buenos Aires – Palermo Athletic Buenos Aires 7:1                                      |
| Palermo Athletic Buenos Aires – CA Banfield 1:0                                                      |
| Palermo Athletic Buenos Aires – Belgrano AC 1:4                                                      |
| Palermo Athletic Buenos Aires – Belgrano AC B 2:1                                                    |
| Palermo Athletic Buenos Aires – Flores Athletic Buenos Aires zwycięstwo Flores Athletic Buenos Aires |
| Palermo Athletic Buenos Aires – Lanús Athletic Buenos Aires 0:2                                      |
| Palermo Athletic Buenos Aires – Lomas Athletic Buenos Aires 0:6                                      |

### Końcowa tabela sezonu 1897
| Poz | Klub                          | Mecze | Zw | Rem | Por | Pkt | BrZd | BrStr |
| --- | ----------------------------- | ----- | -- | --- | --- | --- | ---- | ----- |
| 1   | Lomas Athletic Buenos Aires   | 12    | 9  | 2   | 1   | 20  | 55   | 9     |
| 2   | Lanús Athletic Buenos Aires   | 12    | 10 | 0   | 2   | 20  | 39   | 8     |
| 3   | Belgrano AC                   | 12    | 9  | 1   | 2   | 19  | 47   | 15    |
| 4   | Flores Athletic Buenos Aires  | 12    | 6  | 1   | 5   | 13  | 44   | 22    |
| 5   | Palermo Athletic Buenos Aires | 12    | 4  | 0   | 8   | 8   | 11   | 50    |
| 6   | Belgrano AC B                 | 12    | 1  | 1   | 19  | 3   | 10   | 56    |
| 7   | CA Banfield                   | 12    | 0  | 1   | 11  | 1   | 6    | 52    |

Z powodu równej liczby punktów dwie najlepsze w tabeli drużyny rozegrały baraż decydujący o mistrzostwie Argentyny.
| Data             | Mecz |
| ---------------- | --- |
| 8 września 1897  | Lomas Athletic Buenos Aires – Lanús Athletic Buenos Aires 1:1(dog) Widzów: 1000 Bramki: J. O. Anderson – G. Brown |
| 12 września 1897 | Lomas Athletic Buenos Aires – Lanús Athletic Buenos Aires 0:0(dog) |
| 19 września 1897 | Lomas Athletic Buenos Aires – Lanús Athletic Buenos Aires 1:0 Sędzia: B. Syer Bramki: 1:0 Willie Stirling Lomas Athletic Club: P. Bridger – W. Leslie, J. Wright, L. Jacobs, F. H. Jacobs, A. Anderson, G. Comber, C. Gibson, J. O. Anderson (k), Willie Stirling, F. C. Boutell Lanús Athletic: A. Coste – T. Bridge (k), W. Buchanan, J. Nobili, A. Miller, W. Dunne; J. J. Bridge, L. Nobili, G. Brown, H. Munro (lub Monroe), C. Comber. |

Mistrzem Argentyny został klub Lomas Athletic Buenos Aires